# John Drew, Jr.

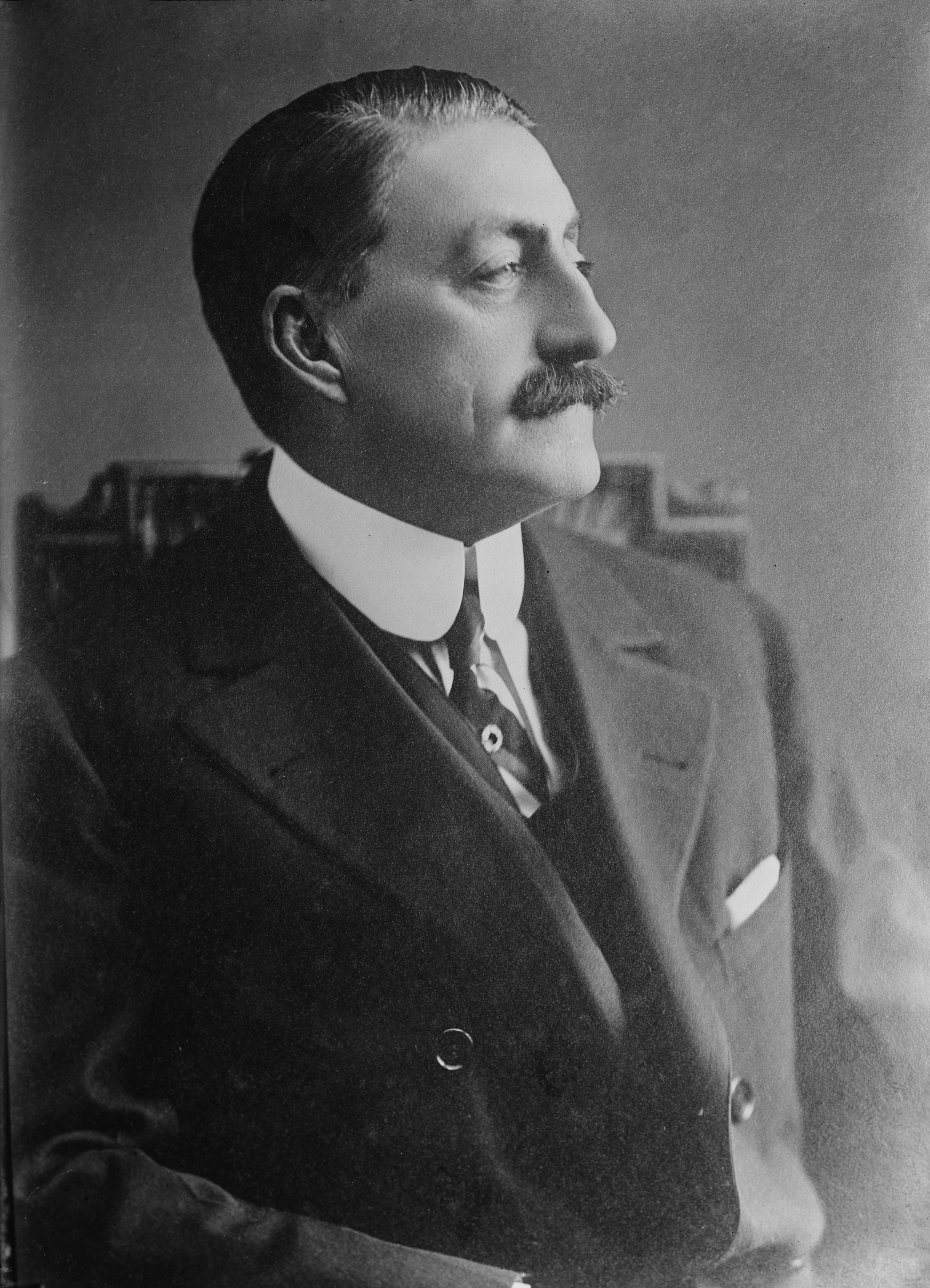
John Drew, Jr.

John Drew, Jr. (13 de noviembre de 1853-9 de julio de 1927) fue un actor de teatro estadounidense conocido por sus papeles en comedias de Shakespeare, teatro de sociedad, y comedias ligeras. 
Nacido en Filadelfia, era el hijo mayor de John Drew, Sr., quien había renunciado a una floreciente carrera en la caza de ballenas por la actuación, y Louisa Lane Drew, y hermano de Louisa, Georgiana y Sidney Drew. Como tal, era también el tío de John, Ethel y Lionel Barrymore y también tío abuelo de Drew Barrymore. Fue considerado como el ídolo matinée de su época, pero a diferencia de la mayoría de los ídolos matiné poseía una capacidad interpretativa indiscutible.
Fue educado en una academia en Filadelfia, pero su carrera teatral se convertiría en su principal objetivo a una edad temprana. Su primer papel como un niño fue «regordete» en Cool as a Cucumber (Fresco como una lechuga, en español) en el Arch Street Theater de la familia.
Drew tuvo una larga asociación con Charles Frohman y Maude Adams. En estos años, bajo la dirección de Frohman, se estableció su estrellato. Su primera obra de teatro con Frohman fue The Masked Ball, una comedia adaptada de una obra francesa. Este espectáculo fue primordialmente un vehículo para montar el estrellato de Drew, y Frohman tuvo éxito en eso.
Se asoció inicialmente con la compañía de Augustin Daly en la década de 1880, un hombre conocido por la gestión y formación con la eficiencia sombría. Por medio de la dirección de Daly, Drew desarrolló su reputación de versatilidad, que aparece en muchas piezas de teatro, pero sobre todo en obras contemporáneas que rara vez se llevan a cabo o recordadas hoy en día. Su protagonista frecuente con Daly fue la legendaria Ada Rehan. Sus memorias, tituladas My Years on the Stage (Mis años en el escenario), se publicaron en 1922.
Muy estimado por sus compañeros del elenco, fue elegido presidente vitalicio del Club de Actores de la Ciudad de Nueva York. La abreviatura «Jr.», que lo distingue de su  fallecido padre también actor, por lo general no se usaba. Falleció en San Francisco el 9 de julio de 1927, poco después de haber recibido la visita de sus sobrinos John y Lionel Barrymore, los cuales habían tomado tiempo libre el rodaje de películas en la Costa Oeste. Fue incinerado, y sus cenizas fueron llevadas a Filadelfia y enterradas en el cementerio de Mount Vernon.
Drew y su esposa, Josephine, tuvieron una hija, Louise Drew (1882-1954). Louise se casó con el actor de Broadway Jack Devereaux y tuvieron un hijo, John Drew Devereaux.

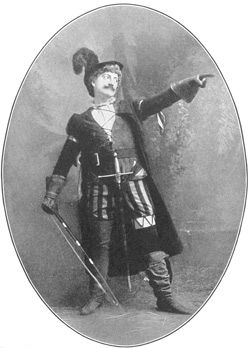
Drew en el papel de Petruchio.
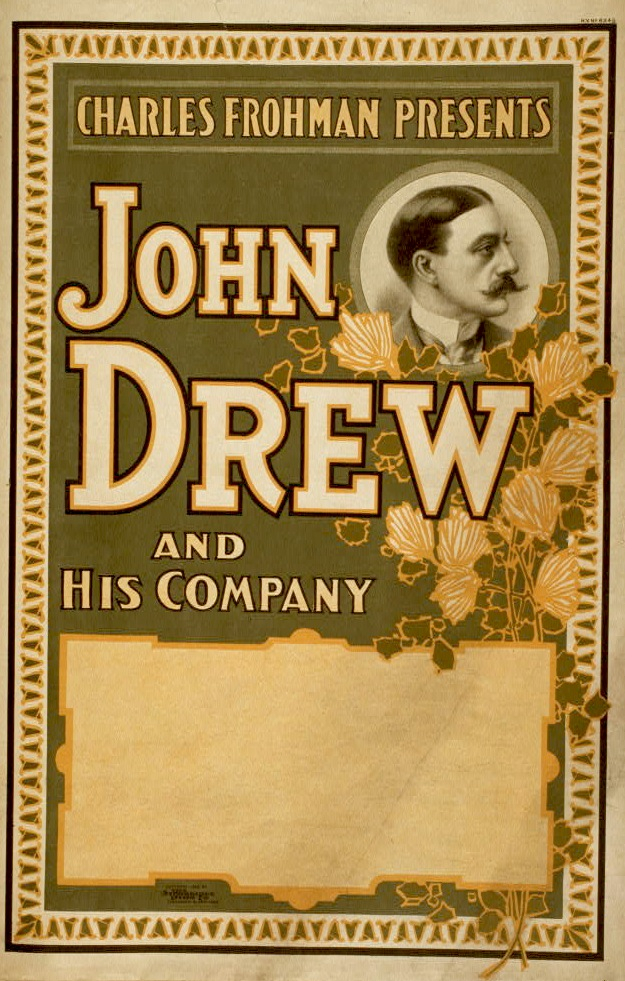
John Drew fue una de las estrellas de Frohman.
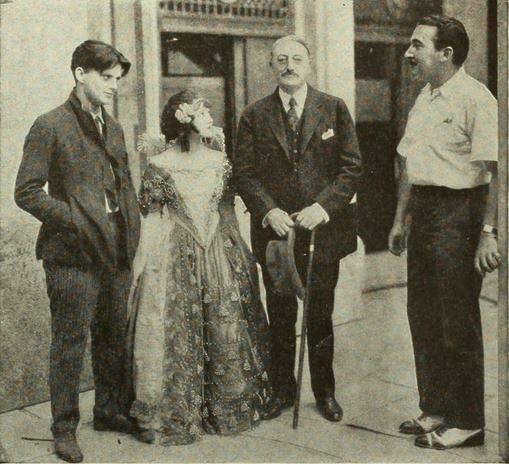
Drew (con bastón) visita el plató de la película To Have and to Hold (1922). Junto a él están Arthur Rankin, Anne Cornwall y el director George Fitzmaurice. Drew y Rankin eran parientes políticos (por matrimonio). Su difunto hermano Sidney Drew se casó con la hermana de Arthur, Gladys Rankin. Drew nunca participó en producciones cinematográficas.